# Air Melancar
Air Melancar is een bestuurslaag in het regentschap Seluma van de provincie Bengkulu, Indonesië. Air Melancar telt 298 inwoners (volkstelling 2010).